# Качальская, Мария Ивановна
Мария Ивановна Качальская (урожд. Черкасова; 8 апреля 1919 — 27 мая 1994) — советский музейный работник, директор Новосибирской областной картинной галереи (1962—1982).

## Биография
Родилась 8 апреля 1919 года в деревне Сарачёвка Итатского района Красноярского края. Из семьи рабочего. В шесть лет потеряла мать. Отец занимал руководящие должности по партийной линии, в 1941 году он был репрессирован и осужден на полтора года.
Окончила семь классов средней школы, после чего с 1933 по 1936 год обучалась в Томском фармацевтическом техникуме. В 1939 году вступила в партию. С 1936 по 1951 год — партийный и профессиональный работник в Колпашеве и Томске.
В 1951 году вместе со своим мужем, художником Генрихом Болеславовичем Качальским (1919—1971), переехала в Новосибирск. Окончила среднюю школу рабочей молодёжи № 1 (1952). С 1954 года — сотрудница культурно-бытового отдела в Областном Совете профсоюзов.
В 1962 году назначена директором Новосибирской картинной галереи. В 1967—1973 годы училась на факультете теории и истории искусства Ленинградского института живописи, скульптуры и архитектуры имени И. Е. Репина. Её дипломной работой стало исследование творчества Зинаиды Серебряковой.
Умерла 27 мая 1994 года в Новосибирске. Похоронена на Заельцовском кладбище (квартал 52н).

## Вклад в развитие Новосибирской картинной галереи
При непосредственном участии Качальской в собрание музея были приобретены работы З. Е. Серебряковой, В. И. Сурикова, П. П. Кончаловского, А. В. Шевченко, Р. Р Фалька, К. Ф. Юона, Т. Н. Яблонской, К. С. Петрова-Водкина и других авторов. При ней начали издавать каталоги о новых поступлениях, проводить различные встречи, мероприятия к юбилеям живописцев; поддерживалась связь с вдовами и наследниками художников.
В период работы Качальской началось проведение «Рериховских чтений» (1976 и 1979), а в 1980 году состоялась специализированная конференция, которая была приурочена к выставке «Натюрморт в собраниях сибирских музеев».
Увеличилась площадь учреждения за счёт расширения старого здания галереи и присоединения выставочного зала, который находился в строении, где ранее действовал краеведческий музей.
В 1982 году картинная галерея переехала в здание обкома КПСС (Красный проспект, 5).
В 2019 году, к 100-летию Марии Качальской, в Новосибирском художественном музее была проведена выставка, посвящённая её памяти.